# Леушинский Туман
Леушинский Туман — проточное озеро в Кондинском районе Ханты-Мансийского автономного округа Тюменской области России.
Находится в западной части Западно-Сибирской равнины. Площадь 114 км². Имеет сильно вытянутую форму. Снеговое и дождевое питание. Берега заболочены. 
С востока из озера вытекает река Ах, впадающая в реку Конда. С запада через протоку (пролив) соединяется с озером Среднесатыгинский Туман.
Озеро названо по посёлку Леуши, находящемуся на юго-восточном берегу озера. А неглубокие водоёмы, возникающие от разлива рек, в этих местах и называют туманами. Чуть восточнее находится ещё один, более крупный посёлок — Междуреченский.